# Mohammed Adiq Husainie Othman
Mohammed Adiq Husainie Othman (nascido em 29 de abril de 1991) é um ciclista de estrada profissional malaio. Representou seu país, Malásia, nos Jogos Olímpicos de Verão de 2012 na prova de estrada individual, mas não conseguiu terminar.